# نجاشی
ابوالعباس احمد بن علی معروف به نجاشی، عالم بزرگ شیعه در علم رجال در نیمه اول قرن پنجم هجری است. او به سال ۳۷۲ هـ ق در بغداد متولد شد و در سال ۴۵۰ هـ ق، در حدود ۷۸ سالگی درگذشت.

## زندگی
ابوالعباس (یا ابوالحسن) احمد بن علی بن عباس بن محمد بن عبدالله بن ابراهیم بن محمد بن عبدالله اسدی معروف به نجاشی از علمای امامی مذهب قرن چهارم و اوایل قرن پنجم هجری و یکی از متخصصان برجسته علم رجال و کتاب‌شناسی است که می‌توان او را سرآمد رجال نویسان شیعه دانست. علت شهرت وی به نجاشی مشخص نیست، اما ظاهراً لقب ابن کوفی و بغدادی نجاشی به معنای کوفی بودن پدر وی و رشد و نمو یافتن خودش در بغداد باشد. در مورد سال تولد نجاشی میان برخی از محققین و رجالیون اختلاف وجود دارد. شبیری زنجانی در مقاله‌ای سعی نموده با بررسی دلایل این محققین و کتب فهرست و رجالی ضمن ارزیابی و نقد، این اختلاف را حل نماید. وی پس از این بررسی و ارائه شواهد تاریخی، سال ۳۷۲هـ را (که همان نظر علامه حلی است) را به عنوان سال صحیح ولادت نجاشی اثبات می‌کند .
خانواده او اسدی از خاندانهای علمی و شیعه امامی کوفه بودند. نسب وی به عدنان جد بیستم پیامبر (ص) می‌رسد که در نتیجه از اعراب اصیل حجازی به شمار می‌آید. جد هفتم او، عبدالله اسدی (که مانند ابوالعباس، به نجاشی ملقب و معروف بود) از اصحاب امام صادق (ع) به شمار می‌رفت. «رساله و نامه عبدالله نجاشی به امام صادق (ع)» که به «الرساله الاهوازیه» یا «اربعین حدیثاً من حقوق الاخوان» نیز معروف است، رساله‌ای معروف در شیعه که یکی از اصول اربعه مائه شیعه محسوب می‌شود. احمد ملقب به «ابوالعباس» جد دوم نجاشی نیز از راویان موثق حدیث شیعه و از صحابه امام رضا (ع) بوده‌است.
علی بن احمد پدر نجاشی نیز از علما و محدثان مشهور در کوفه و بنا به گفته خود نجاشی، استاد ثقه بود. علی بن احمد در سفر «شیخ صدوق» به بغداد در سال ۳۵۵هـ. ق از او حدیث شنید و کتابهایش را سماع کرد. به نظر می‌آید بیشتر عمر نجاشی برای کسب دانش در بغداد سپری شده باشد، ولی از اشاراتی که خود او در کتاب رجالش دارد چنین بر می‌آید که وی به مکه و دیگر شهرهای عراق همچون کوفه، بصره و سامراء نیز سفرهایی داشته و از مشایخ آنجا اجازه روایت گرفته‌است.

## استادان
نجاشی همراه و در کنار علمای بزرگ معاصرش چون شیخ طوسی، سید رضی، سید مرتضی و سلار بن عبدالعزیز نزد شیخ مفید شاگردی کرد و بسیاری از کتب علمای شیعه را از او اخذ نمود. البته سید مرتضی نیز استاد او محسوب می‌شده‌است. او از اساتید بسیاری در حوزه‌های مختلف استفاده کرد که تاکنون ۴۸ نفر از آن‌ها در کتب مختلف ثبت شده‌اند. البته بر طبق اشاره‌های خود نجاشی در کتابش تعداد استادانش به سی تن بیشتر نمی‌رسد. به غیر از افراد نام برده، مهم‌ترین استادان نجاشی خصوصاً در علم رجال عبارتند از: احمد بن حسین بن غضائری (رجالی معروف صاحب کتاب «الضعفاء» م۴۱۱هـ. ق)، حسین بن عبدا…، پدر غضائری؛ احمد بن محمد بن عبید بن حسن جوهری (م۴۰۱هـ)، ابن عبدون بزار (م۴۲۳ق)، ابن نوح بصری (م۴۲۰ق)، عباس بن علی کلوذانی (م۴۱۴ق)، عبدالواحد بن مهدی (م۴۱۵ق)، احمد بن علی بن عباس سیرافی (که نجاشی از او به بزرگی یاد کرده‌است)، احمد بن محمد بن عمران معروف به ابن الجندی (نجاشی در کتابش گفته که این شخص، وی را با اساتید مشهور آن دوران آشنا ساخت. آقا بزرگ طهرانی او را نخستین استاد نجاشی می‌داند) و ابوالعباس احمد بن علی بن نوح سیرافی (از رجالیون معروف زمانه که به خاطر احترام زیاد به نجاشی، طی وصیتی تمام کتابهایش را، که در آن‌ها بسیاری از کتب مشایخ شیعه وجود داشت، به او بخشید

## تخصص و شهرت
با وجود آنکه نجاشی در حوزه‌های مختلف دینی و فقهی تحصیل کرد اما تخصص وی در فن رجال و جرح و تعدیل راویان است. میزان اعتبار و شهرت او به حدی است که حتی برخی کتاب او را از شیخ طوسی و کشی مستندتر و برتر دانسته‌اند. به عنوان نمونه علامه حلی در تعارض نظر شیخ طوسی با نجاشی، نظر نجاشی را به دلیل تخصص و داشتن مشایخ بیشتر در فن رجال ترجیح می‌دهد.

## شرح احوالات
مفصل ترین تحقیق درباره زندگی و شیوه فعالیت علمی نجاشی در ۹۰ صفحه از مقدمه ۱۵۳ صفحه ای از چلد اول کتاب تهذیب المقال تألیف آیه الله سید محمد علی موحد ابطحی آمده است.

## درگذشت
احمد بن علی نجاشی در جمادی‌الاول سال ۴۵۰ هـ. ق پس از سرکوبی شیعیان بغدادبه مطر (روستایی در سامراء در نزدیکی رود فرات) نقل مکان کرد و در همان‌جا نیز در سن ۷۸ سالگی در گذشت.

## آثار
- فهرست اسماء مصنفی الشیعه معروف به رجال نجاشی (از میان کتابهای او تنها این کتاب در دست می‌باشد.[۲۹][۳۰][۳۱])
- الجمعه و ما ورد فیه من الاعمال
- الکوفه و مافیه من الاثار و الفضائل
- انساب بنی نصر بن معین و ایامهم و اشعارهم
- مختصر الانواء (الانوار) و مواضع النجوم اللتی سمعتها العرب
- اخبار الوکلاء الاربعه (تنها سبحانی به این کتاب اشاره کرده‌است.[۳۲])،
- اخبار بنی سنسن (دربارهٔ خاندان زرازه بن اعین[۳۳])
- [احتمالاً] کتابی در تفسیر[۳۴][۳۵]

## ارجاعات
1. ↑  میرزا محمد باقر خوانساری موسوی اصفهانی، ج۱، ص۶۰
2. ↑  مجید معارف، ص ۳۹
3. ↑  آقا بزرگ طهرانی، ج ۱۰، صص۱۵۴٬۱۵۵
4. 1 2  سید علی میر شریفی، ص ۱۶۴
5. ↑  عبدالهادی فقهی زاده و مجید بشیری، ص۱۴۲
6. 1 2  نرگس مجیدی نسب، ص۱۱۹
7. ↑  علامه حلی، خلاصة الاقوال فی معرفة الرجال، ص۲۱
8. ↑  سید موسی شبیری زنجانی، مجله نور علم، مرداد۱۳۶۴، شماره۱۱، صص۱۰–۲۶
9. ↑  سید موسی شبیری زنجانی، مجله نور علم، مرداد۱۳۶۴، شماره۱۲، صص ۴–۲۵
10. 1 2  احمد بن علی نجاشی، ۱۴۲۴ق – ۱۳۸۲ش، ص۱۰۱
11. ↑  سید علی میر شریفی، ص۱۷۰
12. 1 2 3 4  همان
13. 1 2 3  نرگس مجیدی نسب، ص۱۲۰
14. ↑  سید محمد عمادی حائری، پاییز ۸۷، ص۱۴۴
15. ↑  غلامرضا عرفانیان، هـ. ق۱۴۱۷ق؛ ج۱، ص۴
16. ↑  میرزا حسین نوری طبرسی، ۱۴۱۵هـ. ق؛ ج۳؛ صص۴۲۱–۴۲۴
17. ↑  محمد دریاب نجفی، ۱۴۱۳هـ. ق؛ صص۱۸8-۱۸7
18. ↑  نرگس مجیدی نسب، ص۱۲۲
19. ↑  آقابزرگ طهرانی، الذریعة، ج۲، ص۴۴۹
20. ↑  نرگس مجیدی نسب، ص122-120
21. ↑  مجید معارف، ص۴۰
22. 1 2  عمادی حائری، ص۱۴۴
23. ↑  محمد تقی دیاری بیگدلی؛ ص ۲۱۶
24. ↑  علامه حلی، صص۱۹7-۱۹6
25. ↑  رحیمه شمشیری و مهدی جلالی، 1388، ص۱۰۵
26. ↑  موحدابطحی محمدعلی. تهذیب المقال فی تنقیح کتاب الرجال. مطبعة الآداب بالنجف الأشرف، سنة ۱۳۸۹ قمری
27. ↑  علامه حلی، ص۲۱
28. ↑  سید علی میر شریفی، ص ۱۷۰
29. ↑  سید علی میر شریفی، ص۱۷۱
30. ↑  عمادی حائری، ص ۱۴۴
31. ↑  نرگسمجیدی نسب، صص۱۲4-۱۲3
32. ↑  جعفر سبحانی، صص۵۲–۶۳ به نقل از محمد تقی دیاری بیگدلی، ۱۳۸۴، ص۲۱۳
33. ↑  اشاره نجاشی به این کتاب در فهرست: ذیل نام احمد بن محمد بن محمد ابوغالب زراری، صص۸۳٬۸۴
34. ↑  آقابزرگ طهرانی، ج ۳، ص۲۸۱, ج۴، ص۳۱۷, ج۵، ص۱۴۰
35. ↑  خیرالدین زرکلی، بی تا، ج۱، ص۱۷۲